# Campodorus sakhalinator
Campodorus sakhalinator là một loài tò vò trong họ Ichneumonidae.